# Proteste in Mauretanien ab 2011

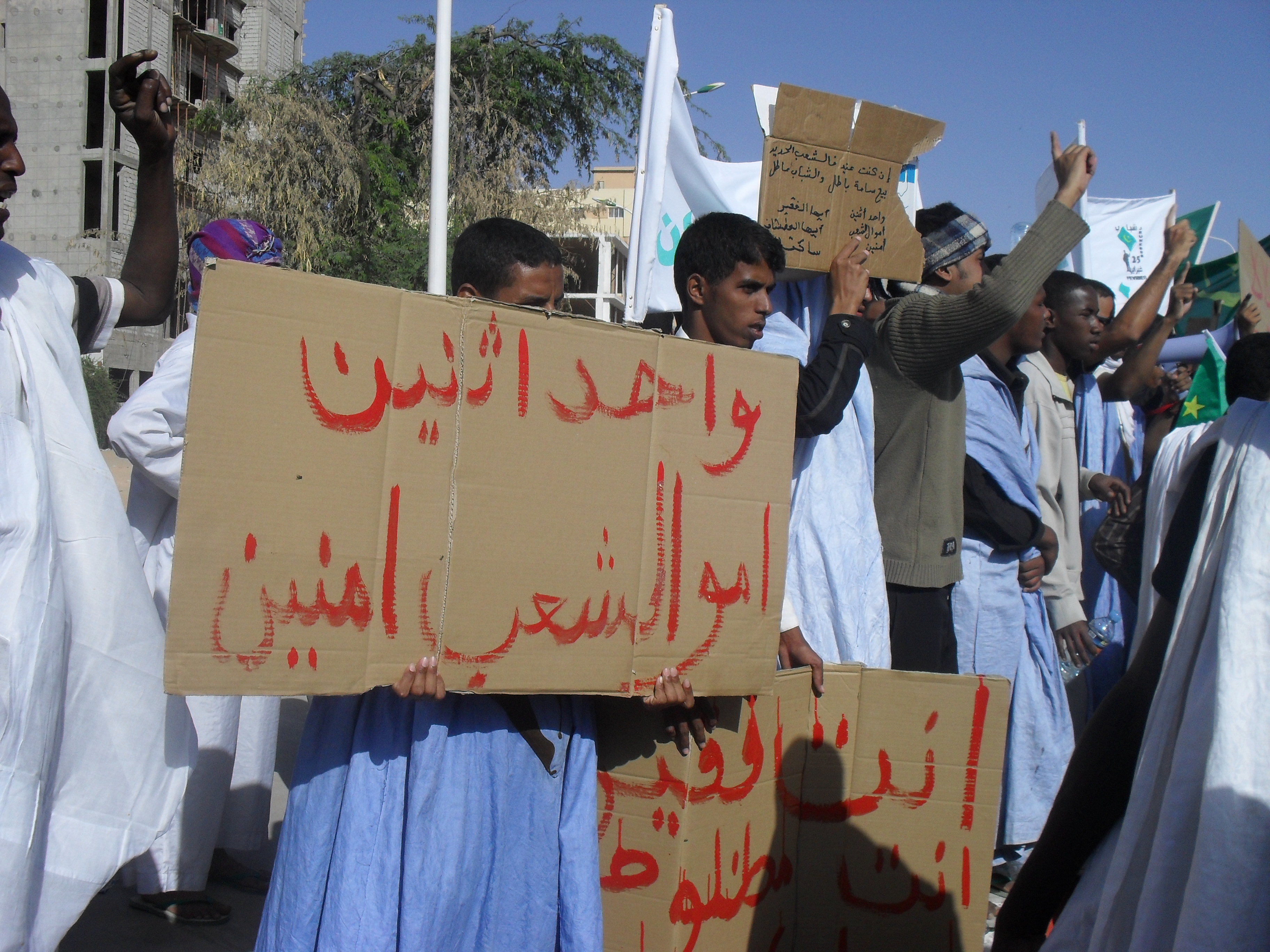
Demonstration in der Nähe des Parlamentes in Nouakchott am 18. März 2011

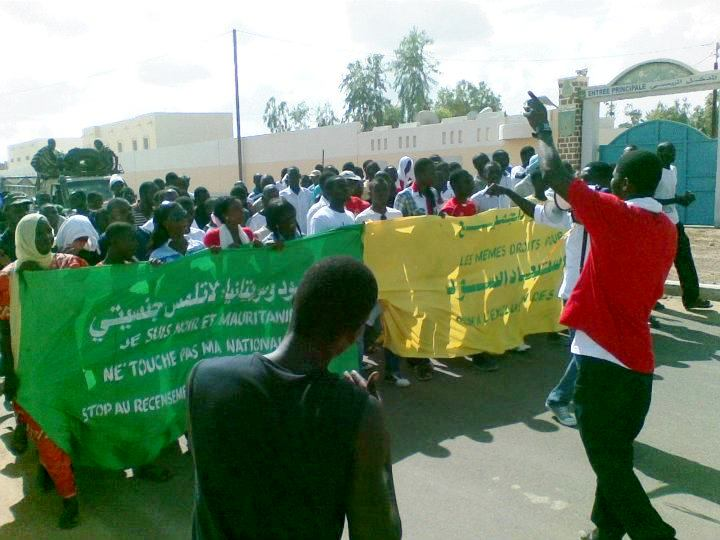
Demonstration in Kaédi am 24. September 2011

Die Proteste in Mauretanien ab 2011 begannen im Januar 2011 als Teil des Arabischen Frühlings und hielten bis in das Jahr 2012 an. 
Die Proteste wurden von Studenten und Menschenrechtlern organisiert.
Die Proteste richten sich gegen die in Mauretanien nach wie vor praktizierte Sklaverei, die Korruption, den autoritären Regierungsstil des amtierenden Präsidenten Mohamed Ould Abdel Aziz und für allgemeine Menschenrechte. Die Proteste konzentrierten sich auf die Hauptstadt Nouakchott.

## Verlauf
Die Proteste begannen mit der Selbstverbrennung aus Protest von Yacoub Ould Dahoud, eines mauretanischen Geschäftsmannes direkt vor dem Präsidentenpalast in der Hauptstadt Nouakchott am 17. Januar 2011. In einem Schreiben, das er hinterließ, erklärte Dahoud, dass die Ungerechtigkeiten der mauretanischen Gesellschaft ihn zu dieser Tat veranlasst hätten. Er starb wenige Tage später am 23. Januar 2011. Daraufhin kam es ab dem 20. Januar zunächst zu friedlichen Protesten in Nouakchott.
Die Demonstranten griffen die Polizei mit Molotow-Cocktails und Steinen an. Die Regierung in Mauretanien reagierte, indem sie ein Krisentreffen organisierte. Dabei wurde beschlossen, die Preise für Brot um 30 % zu senken, damit die Proteste aufhörten. Der Premierminister von Mauretanien Moulaye Ould Mohamed Laghdhaf kündigte nach den Demonstrationen Reformen an.